# Piłka nożna na Letnich Igrzyskach Olimpijskich 1948
Wyniki turnieju piłki nożnej odbywającego się na Letnich Igrzyskach Olimpijskich w roku 1948 w Londynie.

## Składy
| Lp. | Państwo           | Zawodnicy |
| 1.  | Afganistan        | Abdul Ahad Kharot, Abdul Ghafoor Yusufzai, Abdul Hamid Tajik, Abdul Shacour Azimi, Abdul Ghafoor Assar, Abdul Ghani Assar, Mohammad Anwar Afzal, Mohammad Anwar Kharot, Mohammad Sarwar Yusufzai, Mohammad Ibrahim Gharzai, Yar Mohammad Barakzai, Abdul Wahid Aitimadi, M. M. Azami, A. S. Mohamedzai, M. U. Sadat, M. I. Tokhi                                                       |
| 2.  | Austria           | Josef Epp, Erich Habitzl, Wilhelm Hahnemann, Ernst Happel, Siegfried Joksch, Alfred Körner, Ernst Melchior, Leopold Mikolasch, Ernst Ocwirk, Franz Pelikan, Theodor Brinek, Karl Decker, Ludwig Durek, Bruno Engelmeier, Gustav Gerhart, Leopold Gernhardt, Josef Musil, Ernst Stojaspal, Josef Stroh, Theodor Wagner, Karl Kowanz                                                     |
| 3.  | Chiny             | Zhang Jinhai, Zhang Banglun, Zou Wenzhi, Xie Wenliang, Zhu Yongqiang, Hou Rongsheng, He Yingfen, Liu Songsheng, Li Dahui, Yan Shixin, Song Lingsheng, Feng Jingxiang, Zhu Zhicheng, Gao Baozheng, Guo Yingqi, Li Zhaorong, Xie Jinhong, Ye Qingrong |
| 4.  | Dania             | Eigil Nielsen, Viggo Jensen, Knud Børge Overgaard, Axel Pilmark, Dion Ørnvold, Ivan Jensen, Johannes Plöger, Knud Lundberg, Karl Aage Præst, John Hansen, Jørgen Leschly Sørensen, Holger Seebach, Karl Aage Hansen, Jørgen Hansen, Poul Petersen, Knud Bastrup-Birk, Hans Colberg, Ove Jensen, Erik Kuld Jensen, Erling Sørensen, Per Knudsen, Edvin Hansen                           |
| 5.  | Królestwo Egiptu  | Abdel Aziz El-Hammami, Ahmed Mekkawi, El-Sayed Al-Tabei, Abdel-Karim Sakr, Fouad Ahmed Sedki, Hanafy Bastan, Helmi Abou El-Maati, Hussein Madkour, Mohamed Abou Habaga, Mohamed El-Guindi, Yehia Emam, Ali Osman, Mohamed Mekhimar, Yusri Soliman, Mohamed Deyab Al-Attar, Kamal El-Sabbagh, Hamdein El-Zamek, Mahmoud Hafez, Hamdi Karwan, Kamal Hamed, Galal Koraitim, Mohamed Sheta |
| 6.  | Francja           | André Strappe, Bernard Bienvenu, Christian Rouellé, Guy Rouxel, Gabriel Robert, Jean Palluch, Joseph Heckel, Marius Colau, Raoul Courbin, René Hebinger, René Persillon, Raymond Krug, Robert Bottini, Gustave Ducousso, Lazare Gianessi, Hacène Hamoutène, Jean Lanfranchi, Marcel Lanfranchi, François Mercurio, Guy Rabstejnek, Lucien Schaeffer                                    |
| 7.  | Holandia          | Abe Lenstra, Bram Appel, André Roosenburg, Arie de Vroet, Kees Krijgh, Kees van der Tuijn, Kees Rijvers, Henk Schijvenaar, Jeu van Bun, Rinus Terlouw, Piet Kraak, Faas Wilkes, Loek Biesbrouck, Mick Clavan, Guus Dräger, Jan Everse, Rinus Schaap, Joop Stoffelen, Wim Landman, Sjaak Alberts, Jos Beenhakkers, Henk Temming                                                         |
| 8.  | Indie             | Talimeren Ao, Sattar Basheer, Rabi Das, Ahmed Khan, Sailen Manna, Sheoo Mewalal, Taj Mohammed, Mahabir Prasad, Ramchandra Parab, Sarangapani Raman, Kenchappa Varadaraj, Kadirvrlu Dhanraj, Syed Kaiser, Anil Nandy, Santosh Nandy, Thenmadom Varghese, Sanjeeva Uchil, Balasundra Vajravelu                                                                                           |
| 9.  | Irlandia          | Brendan O’Kelly, Desmond Cleary, Denis Lawler, Emmet McLoughlin, Frank Glennon, Paddy Kavanagh, Peter McDonald, Robert Smith, Billy Richardson, William Barry, William O’Grady, Henry Boland, Bill Brennan, Robert Browne, Michael Collins, M. Farrell, Patrick McGonagle, John Morris                                                                                                 |
| 10. | Jugosławia        | Aleksandar Atanacković, Stjepan Bobek, Miroslav Brozović, Željko Čajkovski, Zlatko Čajkovski, Zvonimir Cimermančić, Miodrag Jovanović, Ljubomir Lovrić, Prvoslav Mihajlović, Rajko Mitić, Franjo Šoštarić, Branko Stanković, Kosta Tomašević, Bernard Vukas, Franjo Wölfl, Božo Broketa, Ivan Jazbinšek, Ratko Kacijan, Frane Matošić, Béla Pálfi, Aleksandar Petrović, Josip Takač    |
| 11. | Korea Południowa  | Bae Jeong-ho, Choi Seong-gon, Chung Kook-chin, Chung Nam-sik, Hong Deok-young, Kim Kyu-hwan, Min Byung-dae, Park Dae-jong, Park Kyu-chung, U Jeong-hwan, Kim Yong-sik, An Jong-soo, Cha Soon-chong, Lee See-dong, Lee Yoo-hyung, Oh Kyung-whan |
| 12. | Luksemburg        | Benny Michaux, Fernand Schammel, Jean Feller, Jim Kremer, Jules Gales, Lucien Konter, Max Paulus, Nic Kettel, Nic Pauly, Nic May, Remy Wagner, Vic Feller, Camille Wagner, Jean Becker, Nicolas Birtz, Fernand Guth, Emile Nurenberg, Marcel Rewenig, Léon Schumacher, Paul Steffen, Marcel Welter, François Magnani                                                                   |
| 13. | Meksyk            | Raúl Cárdenas, Alfredo Córdoba, Fernando Figueroa, Eduardo Garduño, José Mercado Luna, Francisco Quintero, Jorge Rodríguez Navarro, José Rodríguez, Jorge Ruiz, Mario Sánchez, Carlos Thompson, Antonio Carbajal, José Maria Cobián, Julio Parrales Tapia, Ruben Ruiz Aguilar, Julio Trujillo, Fidel Villalobos                                                                        |
| 14. | Stany Zjednoczone | Walter Bahr, Raymond Beckman, William Bertani, Charlie Colombo, Joseph Rego-Costa, Joe Ferreira, Manuel Martin, Benny McLaughlin, Ed Souza, John Souza, Archie Strimel, Robert Annis, Steve Grivnow, Gino Pariani, Rolf Valtin |
| 15. | Szwecja           | Sune Andersson, Henry Carlsson, Gunnar Gren, Börje Leander, Nils Liedholm, Torsten Lindberg, Erik Nilsson, Bertil Nordahl, Gunnar Nordahl, Knut Nordahl, Kjell Rosén, Birger Rosengren, Pär Bengtsson, Rune Emanuelsson, Egon Jönsson, Stellan Nilsson, Stig Nyström, Kalle Svensson                                                                                                   |
| 16. | Turcja            | Murat Alyüz, Cihat Arman, Bülent Eken, Şükrü Gülesin, Erol Keskin, Gündüz Kılıç, Fikret Kırcan, Lefter Küçükandonyadis, Naci Özkaya, Hüseyin Saygun, Selahattin Torkal, Vedii Tosuncuk, Hikmet Alpaslan, Erdoğan Atlıoğlu, Halit Deringör, Reha Eken, Ahmet Erol, Galip Haktanır, Muzaffer Tokaç, Samim Var, Yavuz Üreten                                                              |
| 17. | Wielka Brytania   | Andrew Aitken, William Amor, John Allan Boyd, Angus Carmichael, Francis Donovan, Eric Fright, John Hardisty, Thomas Hopper, Dennis Kelleher, Peter Kippax, Eric Lee, Gwyn Manning, Kevin McAlinden, Douglas McBain, Jimmy McColl, Harry McIlvenny, Jack Neale, Jack Rawlings, Ronnie Simpson, David Letham, Ronald Phipps, Doug Smith                                                  |
| 18. | Włochy            | Emilio Caprile, Giuseppe Casari, Valerio Cassani, Emidio Cavigioli, Guglielmo Giovannini, Tommaso Maestrelli, Giacomo Mari, Maino Neri, Francesco Pernigo, Cesare Presca, Adone Stellin, Angelo Turconi, Francesco Antonazzi, Romolo Bizzotto, Renzo Burini, Enzo Menegotti, Egisto Pandolfini, Glauco Vanz                                                                            |

## Wyniki

### Runda eliminacyjna
|  |                    |          |   |
|  | Runda eliminacyjna |          |   |
|  |                    |          |   |
|  |                    |          |   |
|  |                    |          |   |
|  | Holandia           | Holandia | 3 |
|  | Holandia           | Holandia | 3 |
|  | Irlandia           | Irlandia | 1 |
|  | Irlandia           | Irlandia | 1 |
|  |                    |          |   |

|  |                       |                       |   |
|  | Runda eliminacyjna    |                       |   |
|  |                       |                       |   |
|  |                       |                       |   |
|  |                       |                       |   |
|  | Luksemburg            | Luksemburg            | 6 |
|  | Luksemburg            | Luksemburg            | 6 |
|  | Królestwo Afganistanu | Królestwo Afganistanu | 0 |
|  | Królestwo Afganistanu | Królestwo Afganistanu | 0 |
|  |                       |                       |   |

### Runda finałowa
|  |                   |                   |                  |                  |   |                 |                 |                   |                   |                   |           |           |           |  |  |       |       |       |
|  | Pierwsza runda    | Pierwsza runda    | Pierwsza runda   |                  |   | Ćwierćfinały    | Ćwierćfinały    | Ćwierćfinały      |                   |                   | Półfinały | Półfinały | Półfinały |  |  | Finał | Finał | Finał |
|  | Pierwsza runda    | Pierwsza runda    | Pierwsza runda   |                  |   | Ćwierćfinały    | Ćwierćfinały    | Ćwierćfinały      |                   |                   | Półfinały | Półfinały | Półfinały |  |  | Finał | Finał | Finał |
|  |                   |                   |                  |                  |   |                 |                 |                   |                   |                   |           |           |           |  |  |       |       |       |
|  |                   |                   |                  |                  |   |                 |                 |                   |                   |                   |           |           |           |  |  |       |       |       |
|  | Szwecja           | Szwecja           | 3                |                  |   |                 |                 |                   |                   |                   |           |           |           |  |  |       |       |       |
|  | Szwecja           | Szwecja           | 3                |                  |   |                 |                 |                   |                   |                   |           |           |           |  |  |       |       |       |
|  | Austria           | Austria           | 0                |                  |   |                 |                 |                   |                   |                   |           |           |           |  |  |       |       |       |
|  | Austria           | Austria           | 0                |                  |   | Szwecja         | Szwecja         | 12                |                   |                   |           |           |           |  |  |       |       |       |
|  |                   |                   |                  |                  |   | Szwecja         | Szwecja         | 12                |                   |                   |           |           |           |  |  |       |       |       |
|  |                   |                   | Korea Południowa | Korea Południowa | 0 |                 |                 |                   |                   |                   |           |           |           |  |  |       |       |       |
|  | Meksyk            | Meksyk            | Korea Południowa | Korea Południowa | 0 | 3               |                 |                   |                   |                   |           |           |           |  |  |       |       |       |
|  | Meksyk            | Meksyk            |                  |                  |   |                 |                 |                   |                   |                   |           |           |           |  |  |       |       |       |
|  | Korea Południowa  | Korea Południowa  | 5                |                  |   |                 |                 |                   |                   |                   |           |           |           |  |  |       |       |       |
|  | Korea Południowa  | Korea Południowa  | 5                |                  |   | Szwecja         | Szwecja         | 4                 |                   |                   |           |           |           |  |  |       |       |       |
|  |                   |                   |                  |                  |   |                 | Szwecja         | 4                 |                   |                   |           |           |           |  |  |       |       |       |
|  |                   |                   | Dania            | Dania            | 2 |                 |                 |                   |                   |                   |           |           |           |  |  |       |       |       |
|  | Dania             | Dania             | Dania            | Dania            | 2 | 3               |                 |                   |                   |                   |           |           |           |  |  |       |       |       |
|  | Dania             | Dania             |                  |                  |   |                 |                 |                   |                   |                   |           |           |           |  |  |       |       |       |
|  | Królestwo Egiptu  | Królestwo Egiptu  | 1                |                  |   |                 |                 |                   |                   |                   |           |           |           |  |  |       |       |       |
|  | Królestwo Egiptu  | Królestwo Egiptu  | 1                |                  |   | Dania           | Dania           | 5                 |                   |                   |           |           |           |  |  |       |       |       |
|  |                   |                   |                  |                  |   | Dania           | Dania           | 5                 |                   |                   |           |           |           |  |  |       |       |       |
|  |                   |                   | Włochy           | Włochy           | 3 |                 |                 |                   |                   |                   |           |           |           |  |  |       |       |       |
|  | Włochy            | Włochy            | Włochy           | Włochy           | 3 | 9               |                 |                   |                   |                   |           |           |           |  |  |       |       |       |
|  | Włochy            | Włochy            |                  |                  |   |                 |                 |                   |                   |                   |           |           |           |  |  |       |       |       |
|  | Stany Zjednoczone | Stany Zjednoczone | 0                |                  |   |                 |                 |                   |                   |                   |           |           |           |  |  |       |       |       |
|  | Stany Zjednoczone | Stany Zjednoczone | 0                |                  |   | Szwecja         | Szwecja         | 3                 |                   |                   |           |           |           |  |  |       |       |       |
|  |                   |                   |                  |                  |   |                 |                 |                   |                   |                   |           |           |           |  |  |       |       |       |
|  |                   |                   | Jugosławia       | Jugosławia       | 1 |                 |                 |                   |                   |                   |           |           |           |  |  |       |       |       |
|  | Jugosławia        | Jugosławia        | Jugosławia       | Jugosławia       | 1 | 6               |                 |                   |                   |                   |           |           |           |  |  |       |       |       |
|  | Jugosławia        | Jugosławia        |                  |                  |   |                 |                 |                   |                   |                   |           |           |           |  |  |       |       |       |
|  | Luksemburg        | Luksemburg        | 1                |                  |   |                 |                 |                   |                   |                   |           |           |           |  |  |       |       |       |
|  | Luksemburg        | Luksemburg        | 1                |                  |   | Jugosławia      | Jugosławia      | 1                 |                   |                   |           |           |           |  |  |       |       |       |
|  |                   |                   |                  |                  |   | Jugosławia      | Jugosławia      | 1                 |                   |                   |           |           |           |  |  |       |       |       |
|  |                   |                   | Turcja           | Turcja           | 1 |                 |                 |                   |                   |                   |           |           |           |  |  |       |       |       |
|  | Turcja            | Turcja            | Turcja           | Turcja           | 1 | 4               |                 |                   |                   |                   |           |           |           |  |  |       |       |       |
|  | Turcja            | Turcja            |                  |                  |   |                 |                 |                   |                   |                   |           |           |           |  |  |       |       |       |
|  | Chiny             | Chiny             | 0                |                  |   |                 |                 |                   |                   |                   |           |           |           |  |  |       |       |       |
|  | Chiny             | Chiny             | 0                |                  |   | Jugosławia      | Jugosławia      | 3                 |                   |                   |           |           |           |  |  |       |       |       |
|  |                   |                   |                  |                  |   |                 | Jugosławia      | 3                 |                   |                   |           |           |           |  |  |       |       |       |
|  |                   |                   | Wielka Brytania  | Wielka Brytania  | 1 |                 |                 | Mecz o 3. miejsce | Mecz o 3. miejsce | Mecz o 3. miejsce |           |           |           |  |  |       |       |       |
|  | Wielka Brytania   | Wielka Brytania   | Wielka Brytania  | Wielka Brytania  | 1 | 4               |                 |                   |                   | Mecz o 3. miejsce |           |           |           |  |  |       |       |       |
|  | Wielka Brytania   | Wielka Brytania   |                  |                  |   |                 |                 |                   |                   |                   |           |           |           |  |  |       |       |       |
|  | Holandia          | Holandia          | 3                |                  |   |                 |                 |                   |                   |                   |           |           |           |  |  |       |       |       |
|  | Holandia          | Holandia          | 3                |                  |   | Wielka Brytania | Wielka Brytania | 1                 | Dania             | Dania             | 5         |           |           |  |  |       |       |       |
|  |                   |                   |                  |                  |   | Wielka Brytania | Wielka Brytania | 1                 | Dania             | Dania             | 5         |           |           |  |  |       |       |       |
|  |                   |                   | Francja          | Francja          | 0 |                 |                 | Wielka Brytania   | Wielka Brytania   | 3                 |           |           |           |  |  |       |       |       |
|  | Francja           | Francja           | Francja          | Francja          | 0 | 2               |                 | Wielka Brytania   | Wielka Brytania   | 3                 |           |           |           |  |  |       |       |       |
|  | Francja           | Francja           |                  |                  |   |                 |                 |                   |                   |                   |           |           |           |  |  |       |       |       |
|  | Indie             | Indie             | 1                |                  |   |                 |                 |                   |                   |                   |           |           |           |  |  |       |       |       |
|  | Indie             | Indie             | 1                |                  |   |                 |                 |                   |                   |                   |           |           |           |  |  |       |       |       |

### Runda eliminacyjna
| 26 lipca 194818:00 | Luksemburg                                         | 6:0(3:0) | Królestwo Afganistanu | Goldstone Ground, Brighton Widzów: 7 000 Sędzia: B.Williams A.Smith B.Dellow |
| 26 lipca 194818:00 | Gales 30' 80' · Kettel · Schammel · Paulus 65' 85' | 6:0(3:0) |                       | Goldstone Ground, Brighton Widzów: 7 000 Sędzia: B.Williams A.Smith B.Dellow |

| 26 lipca 194818:00 | Holandia                       | 3:1(2:0) | Irlandia    | Fratton Park, Portsmouth Widzów: 8 000 Sędzia: G.Reader S.Stevens P.Drewry |
| 26 lipca 194818:00 | Wilkes 1' 74' · Roosenburg 74' | 3:1(2:0) | O’Kelly 52' | Fratton Park, Portsmouth Widzów: 8 000 Sędzia: G.Reader S.Stevens P.Drewry |

### 1/8 finału
| 31 lipca 194818:30 | Dania                              | 3:1 (pd.)(1:1, 1:1) | Królestwo Egiptu | Selhurst Park, South Norwood Widzów: 12 000 Sędzia: S.Bordman J.Beck I.Eklind |
| 31 lipca 194818:30 | Hansen 82', 95' · Pløger 95' (pen) | 3:1 (pd.)(1:1, 1:1) | El-Guindi 83'    | Selhurst Park, South Norwood Widzów: 12 000 Sędzia: S.Bordman J.Beck I.Eklind |

| 31 lipca 194818:30 | Wielka Brytania                                           | 4:3 (pd.)(1:1, 3:3) | Holandia                   | Arsenal Stadium, Londyn Widzów: 21 000 Sędzia: V.Laursen G.Carpani V.Sdez |
| 31 lipca 194818:30 | McBain 22' · Hardisty 58' · Kelleher 77' · McIlvenny 111' | 4:3 (pd.)(1:1, 3:3) | Appel 9', 63' · Wilkes 81' | Arsenal Stadium, Londyn Widzów: 21 000 Sędzia: V.Laursen G.Carpani V.Sdez |

| 31 lipca 194818:30 | Francja                     | 2:1(1:0) | Indie     | Lynn Road, Ilford Widzów: 17 000 Sędzia: G.Dahlner V.Rae A.Gambo |
| 31 lipca 194818:30 | Courbin 30' · Persillon 89' | 2:1(1:0) | Raman 70' | Lynn Road, Ilford Widzów: 17 000 Sędzia: G.Dahlner V.Rae A.Gambo |

| 31 lipca 194818:30 | Jugosławia                                                                  | 6:1(0:1) | Luksemburg   | Craven Cottage, Fulham Widzów: 7 000 Sędzia: K.van der Meer J.Best R.Leafe |
| 31 lipca 194818:30 | Stanković 57' · Mihajlović 61' · Čajkovski 65', 71' · Mitić 74' · Bobek 87' | 6:1(0:1) | Schammel 10' | Craven Cottage, Fulham Widzów: 7 000 Sędzia: K.van der Meer J.Best R.Leafe |

| 2 sierpnia 194818:30 | Szwecja                     | 3:0(2:0) | Austria         | White Hart Lane, Tottenham Widzów: 9 514 Sędzia: W.Ling El Sayed A.Gamba |
| 2 sierpnia 194818:30 | Nordahl 2' (10) · Rosén 71' | 3:0(2:0) |                 | White Hart Lane, Tottenham Widzów: 9 514 Sędzia: W.Ling El Sayed A.Gamba |
| 2 sierpnia 194818:30 | Rosengren                   | 3:0(2:0) | Ocwirk · Kowanz | White Hart Lane, Tottenham Widzów: 9 514 Sędzia: W.Ling El Sayed A.Gamba |

| 2 sierpnia 194818:30 | Meksyk                                 | 3:5(1:2) | Korea Południowa                                                                     | Champion Hill, Dulwich Widzów: 6 500 Sędzia: L.Lemešić M.Matančić G.Carpani |
| 2 sierpnia 194818:30 | Cárdenas 23' · Figueroa 85' · Ruiz 89' | 3:5(1:2) | Choi Seong-gon 13' · Bae Jeong-ho 30' · Chung Kook-chin 63', 66' · Chung Nam-sik 87' | Champion Hill, Dulwich Widzów: 6 500 Sędzia: L.Lemešić M.Matančić G.Carpani |

| 2 sierpnia 194818:30 | Włochy                                                                                    | 9:0(2:0) | Stany Zjednoczone | Griffin Park, Brentford Widzów: 20 000 Sędzia: Ch.de la Salle A.Asmussen V.Sdez |
| 2 sierpnia 194818:30 | Pernigo 2', 57', 88', 90' · Stellin 25' (pen) · Turconi 46' · Cavigioli 87' · Caprile 89' | 9:0(2:0) |                   | Griffin Park, Brentford Widzów: 20 000 Sędzia: Ch.de la Salle A.Asmussen V.Sdez |
| 2 sierpnia 194818:30 | Giovannini                                                                                | 9:0(2:0) |                   | Griffin Park, Brentford Widzów: 20 000 Sędzia: Ch.de la Salle A.Asmussen V.Sdez |

| 2 sierpnia 194818:30 | Turcja                                            | 4:0(1:0) | Chiny | Green Pond Road, Walthamstow Widzów: 3 000 Sędzia: J.Beck N.Awny S.Boardman |
| 2 sierpnia 194818:30 | Kılıç 18', 61' · Saygun 72' · Küçükandonyadis 87' | 4:0(1:0) |       | Green Pond Road, Walthamstow Widzów: 3 000 Sędzia: J.Beck N.Awny S.Boardman |

### Ćwierćfinały
| 5 sierpnia 194818:30 | Szwecja                                                                                            | 12:0(4:0) | Korea Południowa | Selhurst Park, South Norwood Widzów: 9 000 Sędzia: G.Carpani K.Schipper R/Leafe |
| 5 sierpnia 194818:30 | Liedholm 11' 62' · Nordahl 25', 40', 78', 80' · Gren 27' · Carlsson 61', 64', 82' · Rosén 72', 85' | 12:0(4:0) |                  | Selhurst Park, South Norwood Widzów: 9 000 Sędzia: G.Carpani K.Schipper R/Leafe |

| 5 sierpnia 194818:30 | Dania                                       | 5:3(1:0) | Włochy                                    | Arsenal Stadium, Londyn Widzów: 12 000 Sędzia: B.Ling V.Rae J.Beck |
| 5 sierpnia 194818:30 | John Hansen 30', 53', 74', 82' · Pløger 84' | 5:3(1:0) | Cavigioli 49' · Caprile 67' · Pernigo 81' | Arsenal Stadium, Londyn Widzów: 12 000 Sędzia: B.Ling V.Rae J.Beck |

| 5 sierpnia 194818:30 | Jugosławia                            | 3:1(1:1) | Turcja      | Lynn Road, Ilford Widzów: 8 000 Sędzia: V.Sdez A.Asmussen G.Dahlner |
| 5 sierpnia 194818:30 | Čajkovski 21' · Bobek 60' · Wölfl 80' | 3:1(1:1) | Gülesin 33' | Lynn Road, Ilford Widzów: 8 000 Sędzia: V.Sdez A.Asmussen G.Dahlner |
| 5 sierpnia 194818:30 | Eken 80' · Gülesin 85'                | 3:1(1:1) |             | Lynn Road, Ilford Widzów: 8 000 Sędzia: V.Sdez A.Asmussen G.Dahlner |

| 5 sierpnia 194818:30 | Wielka Brytania | 1:0(1:0) | Francja | Craven Cottage, Fulham Widzów: 25 000 Sędzia: K.van sder Meer V.Laursen L.Lemešić |
| 5 sierpnia 194818:30 | Hardisty 29'    | 1:0(1:0) |         | Craven Cottage, Fulham Widzów: 25 000 Sędzia: K.van sder Meer V.Laursen L.Lemešić |

### Półfinały
| 10 sierpnia 194818:30 | Dania                   | 2:4(1:4) | Szwecja                            | Empire Stadium, Londyn Widzów: 20 000 Sędzia: S.Boardman R.Leafe M.Matančić |
| 10 sierpnia 194818:30 | Seebach 3' · Hansen 77' | 2:4(1:4) | Carlsson 18' (42) · Rosén 31' (37) | Empire Stadium, Londyn Widzów: 20 000 Sędzia: S.Boardman R.Leafe M.Matančić |

| 11 sierpnia 194818:30 | Wielka Brytania | 1:3(1:2) | Jugosławia                        | Empire Stadium, Londyn Widzów: 40 000 Sędzia: K.van der Meer I.Eklind J.Best |
| 11 sierpnia 194818:30 | Donovan 20'     | 1:3(1:2) | Bobek 19' · Wölfl 24' · Mitić 48' | Empire Stadium, Londyn Widzów: 40 000 Sędzia: K.van der Meer I.Eklind J.Best |

### O trzecie miejsce
| 13 sierpnia 194814:30 | Dania                                           | 5:3(3:2) | Wielka Brytania                          | Empire Stadium, Londyn Widzów: 50 000 Sędzia: K.van der Meer J.Best G.Carpani |
| 13 sierpnia 194814:30 | Præst 12', 49' · Hansen 16', 77' · Sørensen 41' | 5:3(3:2) | Aitke 3' · Hardisty 33' · Amor 63' (pen) | Empire Stadium, Londyn Widzów: 50 000 Sędzia: K.van der Meer J.Best G.Carpani |

### Finał
| 13 sierpnia 194818:30 | Jugosławia           | 1:3(1:1) | Szwecja                          | Empire Stadium, Londyn Widzów: 60 000 Sędzia: W.Ling C.de la Salle A.Gamba |
| 13 sierpnia 194818:30 | Bobek 42'            | 1:3(1:1) | Gren 24' 67' (pen) · Nordahl 48' | Empire Stadium, Londyn Widzów: 60 000 Sędzia: W.Ling C.de la Salle A.Gamba |
| 13 sierpnia 194818:30 | Čajkovski · Brozović | 1:3(1:1) |                                  | Empire Stadium, Londyn Widzów: 60 000 Sędzia: W.Ling C.de la Salle A.Gamba |

## Medaliści
| Lp. | Państwo    | Zawodnik |
| --- | ---------- | --- |
| 1   | Szwecja    | Sune Andersson, Henry Carlsson, Gunnar Gren, Börje Leander, Nils Liedholm, Torsten Lindberg, Erik Nilsson, Bertil Nordahl, Gunnar Nordahl, Knut Nordahl, Kjell Rosén, Birger Rosengren, Pär Bengtsson, Rune Emanuelsson, Egon Jönsson, Stellan Nilsson, Stig Nyström, Kalle Svensson                                                                                                |
| 2   | Jugosławia | Aleksandar Atanacković, Stjepan Bobek, Miroslav Brozović, Željko Čajkovski, Zlatko Čajkovski, Zvonimir Cimermančić, Miodrag Jovanović, Ljubomir Lovrić, Prvoslav Mihajlović, Rajko Mitić, Franjo Šoštarić, Branko Stanković, Kosta Tomašević, Bernard Vukas, Franjo Wölfl, Božo Broketa, Ivan Jazbinšek, Ratko Kacijan, Frane Matošić, Béla Pálfi, Aleksandar Petrović, Josip Takač |
| 3   | Dania      | Eigil Nielsen, Viggo Jensen, Knud Børge Overgaard, Axel Pilmark, Dion Ørnvold, Ivan Jensen, Johannes Plöger, Knud Lundberg, Karl Aage Præst, John Hansen, Jørgen Leschly Sørensen, Holger Seebach, Karl Aage Hansen, Jørgen Hansen, Poul Petersen, Knud Bastrup-Birk, Hans Colberg, Ove Jensen, Erik Kuld Jensen, Erling Sørensen, Per Knudsen, Edvin Hansen                        |

## WWW
- Szczegółowe dane turnieju olimpijskiego